# Njuosejaure
Njuosejaure är en sjö i Arjeplogs kommun i Lappland och ingår i Piteälvens huvudavrinningsområde. Sjön har en area på 1,93 kvadratkilometer och ligger 830,1 meter över havet. Sjön avvattnas av vattendraget Njarkalisjåkkå.

## Delavrinningsområde
Njuosejaure ingår i det delavrinningsområde (741237-154637) som SMHI kallar för Utloppet av Njuosejaure. Medelhöjden är 911 meter över havet och ytan är 9,62 kvadratkilometer. Det finns inga avrinningsområden uppströms utan avrinningsområdet är högsta punkten. Njarkalisjåkkå som avvattnar avrinningsområdet har biflödesordning 2, vilket innebär att vattnet flödar genom totalt 2 vattendrag innan det når havet efter 313 kilometer. Avrinningsområdet består mestadels av kalfjäll (80 procent). Avrinningsområdet har 1,89 kvadratkilometer vattenytor vilket ger det en sjöprocent på 19,6 procent.